# Unione Sportiva Castrovillari Calcio 2000-2001
Questa pagina raccoglie le informazioni riguardanti l'Unione Sportiva Castrovillari Calcio nelle competizioni ufficiali della stagione 2000-2001.

## Rosa
| N. |                   | Ruolo | Calciatore         |  |
| -- | ----------------- | ----- | ------------------ |  |
|    | Italia (bandiera) | D     | Andrea Benassi     |  |
|    | Italia (bandiera) | C     | Pietro Cannataro   |  |
|    | Italia (bandiera) | D     | Maurizio Cavallo   |  |
|    | Italia (bandiera) | C     | Michele Cazzarò    |  |
|    | Italia (bandiera) | A     | Giampiero Cazzella |  |
|    | Italia (bandiera) | D     | Antonio Chiappetta |  |
|    | Italia (bandiera) | A     | Daniele Cillo      |  |
|    | Italia (bandiera) | A     | Vincenzo Cosa      |  |
|    | Italia (bandiera) | D     | Roberto De Luca    |  |
|    | Italia (bandiera) | C     | Giuseppe Dima      |  |
|    | Italia (bandiera) | C     | Angelo Ferraro     |  |
|    | Italia (bandiera) | C     | Angelo Grasso      |  |
|    | Italia (bandiera) | D     | Mario Grasso       |  |

| N. |                   | Ruolo | Calciatore         |
| -- | ----------------- | ----- | ------------------ |
|    | Italia (bandiera) | A     | Tommaso Iannicelli |
|    | Italia (bandiera) | P     | Roberto Izzo       |
|    | Italia (bandiera) | A     | Antonino Marcatti  |
|    | Italia (bandiera) | D     | Angelo Monopoli    |
|    | Italia (bandiera) | A     | Roberto Occhiuzzi  |
|    | Italia (bandiera) | D     | Gianni Polvani     |
|    | Italia (bandiera) | A     | Giovanni Riccardo  |
|    | Italia (bandiera) | D     | Antonio Rimola     |
|    | Italia (bandiera) | C     | Marco Scarnato     |
|    | Italia (bandiera) | P     | Francesco Spingola |
|    | Italia (bandiera) | D     | Domenico Surace    |
|    | Italia (bandiera) | D     | Silvio Vertullo    |
|    | Italia (bandiera) | P     | Francesco Vitale   |